# Banco do Nordeste
El Banco do Nordeste do Brasil S/A -BNB- (Banco del Nordeste de Brasil S.A) es una institución bancaria dependiente del gobierno federal brasileño. Es un banco de desarrollo y su finalidad es promover el desarrollo sustentable de la región Nordeste de Brasil a través de la capacitación técnica y financiera de los agentes productivos regionales.

## Historia
Fue creado por la Ley Federal n.º 1649, del 19 de julio de 1952, como una institución financiera múltiple y organizada bajo la forma de sociedad de economía mixta, de capital abierto, teniendo más del 90% de su capital bajo control del Gobierno Federal. Con sede en la ciudad de Fortaleza, Ceará, el banco tiene presencia en 1.985 municipios, abarcando los nueve estados del Nordeste (Alagoas, Bahia, Ceará, Maranhão, Paraíba, Pernambuco, Piauí, Rio Grande do Norte y Sergipe), el norte de Minas Gerais (incluyendo los Valles de Mucuri y de Jequitinhonha) y el norte de Espírito Santo.
El BNB es la institución más grande de América del Sur dedicada al desarrollo de una región. Opera como órgano ejecutor de políticas públicas, y le cabe la puesta en marcha de programas como el Programa Nacional de Fortalecimiento de la Agricultura Familiar y la administración del Fondo Constitucional de Financiamiento del Nordeste, principal fuente de recursos manejada por la empresa. Más allá de los recursos federales, el Banco tiene acceso a otras fuentes de financiamiento tanto en los mercados interno como en el externo, por medio de asociaciones y alianzas con instituciones nacionales y extranjeras, incluyendo organismos multilaterales como el Banco Mundial y el Banco Interamericano de Desarrollo. 
El BNB es responsable del mayor programa de microcréditos de Sudamérica y el segundo de América Latina, el CrediAmigo, por medio del cual el Banco ya prestó más de R$ 1,5 mil millones a microemprendedores. El BNB también opera el Programa de Desarrollo del Turismo en el Nordeste (Prodetur/NE), creado para fomentar el turismo de la Región con recursos de aproximadamente US$ 800 millones. 
Son clientes del banco los agentes económicos e institucionales y las personas físicas. Los agentes económicos comprenden a empresas de todos los tamaños, y a asociaciones y cooperativas. Los agentes institucionales engloban a las entidades gubernamentales de cualquier orden (federal, estatal o municipal) y también a ONG. Las personas físicas son mayormente los productores rurales y emprendedores informales.
El BNB realiza un trabajo de atracción de inversiones, apoya la realización de estudios y encuestas con recursos no reembolsables y estructura el desarrollo por medio de proyectos de gran impacto. Más que un agente de intermediación financiera, el BNB intenta prestar una atención integral a quien se decide a invertir en su área de actuación, disponibilizando su base de conocimientos sobre el Nordeste y las mejores oportunidades de inversión en la región.